# Tatiana Tomasjova
Tatiana Ivanonva Tomasjova (ryska: Татьяна Ивановна Томашова), född den 1 juli 1975 i Perm är en rysk friidrottare som tävlar i medeldistanslöpning. 
Tomasjova slog igenom som långdistanslöpare men valde efter OS 2000 i Sydney att gå ner till 1 500 meter där hon har gjort sina bästa prestationer. 
Tomasjovas första stora merit kom när hon vid EM i München 2002 blev bronsmedaljör på 1 500 meter på tiden 4.01,28. Vid VM året efter i Paris vann hon guld på tiden 3.58,52. Vid finalen i OS 2004 blev hon tvåa efter Kelly Holmes. Året efter försvarade hon sitt VM-guld i Helsingfors när hon vann på tiden 4.00,35. Ytterligare en medalj blev det när hon vann guld vid EM 2006 denna gång på det nya personliga rekordtiden 3.56,91. Inför VM 2007 skadades Tomasjova på träning och missade därmed möjligheten att vinna sin tredje raka titel på 1 500 meter.
Inför de olympiska sommarspelen 2008 stängdes hon av för misstänkt dopning. Detta bekräftades senare när det ryska friidrottsförbundet den 20 oktober valde att stänga av henne i två år för bloddopning.

## Personliga rekord
- 800 meter - 2.02,49   från Moskva 2003
- 1 000 meter - 2.34,91  från Linz 2005
- 1 500 meter - 3.56,91  från Göteborg 2006
- 3 000 meter - 8.25,56  från Rom 2001
- 5 000 meter - 14.39,22 från Berlin 2001